# Larry Gogan
Larry Gogan (* 6. Mai 1938 in Dublin, Irland als Lorcan Gogan; † 7. Januar 2020 ebenda) war ein irischer Radio- und Fernsehmoderator.

## Leben
Von seinem Privatleben ist so gut wie nichts bekannt. Seine Karriere begann in den 1960er Jahren bei der staatlichen irischen Rundfunkanstalt RTÉ. Beim Start von Radio 2 (heute 2FM) im Jahr 1979 war er die erste Person, deren Worte über den Äther gingen; das erste Musikstück, das er spielte, war Like Clockwork von den Boomtown Rats.
Obwohl schon im Rentenalter, arbeitete er immer noch für 2FM. Allerdings wurde seine täglich ausgestrahlte Sendung The Golden Hour auf eigenen Wunsch hin auf einen neuen Sendeplatz verlegt. Ab Anfang 2007 wurde sie nur noch samstags und sonntags ausgestrahlt.
Hauptbestandteil seiner Sendung war das Just a minute quiz, bei dem die Telefonkandidaten versuchen müssen, innerhalb einer Minute möglichst viele Fragen zu beantworten. Da in seiner Show sehr viele Oldies gespielt wurden, war sie ein Stilbruch innerhalb des Musikprogrammes von 2FM, bei dem normalerweise Top 40 Titel gespielt werden.
Aufgrund seiner langen Tätigkeit als Radiomoderator hat er eine große Anzahl von Preisen und Auszeichnungen erhalten, u. a. die Auszeichnung beim 5th Shanghai Radio Music Festival im Jahr 1988.
Neben seiner Tätigkeit als Radiomoderator hat er auch mehrere Sendungen im Fernsehen moderiert.
RTÉ hat zu seinen Ehren ein Studio nach ihm benannt, welches er mit einem Lachen so kommentierte: "They normally only do it when you're dead."